# Stewart Stevenson

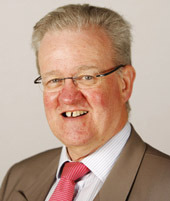
Stewart Stevenson

Stewart Stevenson (* 15. Oktober 1946 in Edinburgh) ist ein schottischer Politiker und Mitglied der Scottish National Party (SNP).
Stevenson wuchs in Cupar auf und besuchte die Bell Baxter High School Er ging dann an die Universität Aberdeen, die er mit einem Masterabschluss in Mathematik verließ. Zwischen 1969 und 1988 war er für die Bank of Scotland tätig und schied als Leiter der Abteilung Technologieentwicklung aus. Stevenson war Dozent an der Heriot-Watt University in Edinburgh und Direktor von Business for Scotland.

## Schottisches Parlament
Erstmals trat Stevenson bei den ersten Schottischen Parlamentswahlen im Jahre 1999 zu Wahlen auf nationaler Ebene an. In seinem Wahlkreis Linlithgow erhielt er die zweithöchste Stimmenanzahl hinter der Labour-Kandidatin Mary Mulligan und verpasste damit das Direktmandat des Wahlkreises. Der spätere First Minister Alex Salmond gewann bei diesen Wahlen das Direktmandat des Wahlkreises Banff and Buchan, gab dieses jedoch 2001 wieder zurück. Zu den fälligen Nachwahlen vertrat Stevenson die SNP und erhielt 49,6 % der Stimmen und damit das Direktmandat. Er zog erstmals in das Schottische Parlament ein und verteidigte sein Mandat bei den folgenden Parlamentswahlen 2003 und 2007. Im Laufe der zweiten Wahlperiode nahm Stevenson verschiedene Positionen im Schattenkabinett der SNP ein. So war er zwischen Mai 2003 und März 2004 als stellvertretender Staatssekretär für Gesundheit und soziale Gerechtigkeit, zwischen September 2004 und September 2005 als stellvertretender Staatssekretär für Drogenpolitik und Gefängnisse und schließlich als stellvertretender Staatssekretär für Justiz vorgesehen. Nach den Parlamentswahlen 2007 wurde Stevenson zum Staatssekretär für Verkehr, Infrastruktur und Klimawandel bestellt. Im Winter 2010 saßen zahlreiche Autofahrer nach starken Schneefällen auf den Autobahnen fest. Für die fehlenden Warnungen und Vorkehrungsmaßnahmen wurde Stevenson verantwortlich gemacht, der in der Folge zurücktrat. Im Zuge der Wahlkreisreform 2011 wurde Stevensons Wahlkreis Banff and Buchan aufgelöst. Zu den Parlamentswahlen 2011 bewarb sich Stevenson um das Direktmandat des Wahlkreises Banffshire and Buchan Coast, in dem große Teile des ehemaligen Wahlkreises aufgegangen waren. Er gewann bei der Wahl einen Stimmenanteil von 67,2 % – den größten aller Kandidaten. Die höchste absolute Stimmenanzahl erhielt jedoch Alex Salmond im Wahlkreis Aberdeenshire East. Im neuen Kabinett wurde Stevenson zum Staatssekretär für Umwelt und Klimawandel ernannt.